# ジャン・アンテルム・ブリア＝サヴァラン
ジャン・アンテルム・ブリア＝サヴァラン（Jean Anthelme Brillat-Savarin, [ʒɑ̃ ɑ̃tɛlm bʁija savaʁɛ̃], 1755年4月1日 - 1826年2月2日）はフランスの法律家、政治家。美食批評および『Physiologie du goût』（『味覚の生理学』）』の著者として知られている。また、「Dis-moi ce que tu manges : je te dirai ce que tu es.」（「あなたが普段から食べているものを教えて欲しい。あなたがどんな人であるか、当ててみせよう」）、「Un dessert sans fromage, est une belle à qui il manque un œil.」（「チーズが無いデザートは、片目を失っている美女も同然である」）の言葉はしばしば引用される。
本来の姓は「ブリア」であるが、サヴァランという名の女性が全財産を相続させる条件として自分の名前を受け継ぐことを要求したため、「ブリア＝サヴァラン」を名乗った。

## 生涯
アン県ベレーにある裕福な法律家の家に生まれた。ディジョンで法学・化学・医学を学んだのち、故郷で弁護士事務所を開設する。
フランス革命勃発直前の1789年、代議士として三部会に席を連ねる。その後まもなく三部会の第三身分で結成された国民議会にて、死刑がなぜ必要であるかを演説したことで一定の名声を得る。
ベレーに戻ったブリア＝サヴァランは、同市の市長を1年間務める。だが、自身が賞金首となったことを知ると、スイスに亡命する。その後、オランダ、のちにアメリカの東部に亡命した。同地には3年間滞在し、その間、フランス語とヴァイオリンの教師として収入を得るようになり、ボストン、ニューヨーク、フィラデルフィア、ハートフォードを渡り歩く。ニューヨークのパーク・シアターでは第一ヴァイオリン奏者を務めたこともある。
1797年、執政政府下のフランスにもどり、司法官の職を得る。その後死ぬまでパリ控訴裁判所の裁判官を務めた。
法律や政治経済に関する著書をいくつか出版しているほか、『Voyage à Arras』（『アラスへの旅』）と題した小説も残している。生涯独身を通したが、恋愛に縁がなかったわけではなく、第六感に属するものと考えていた。

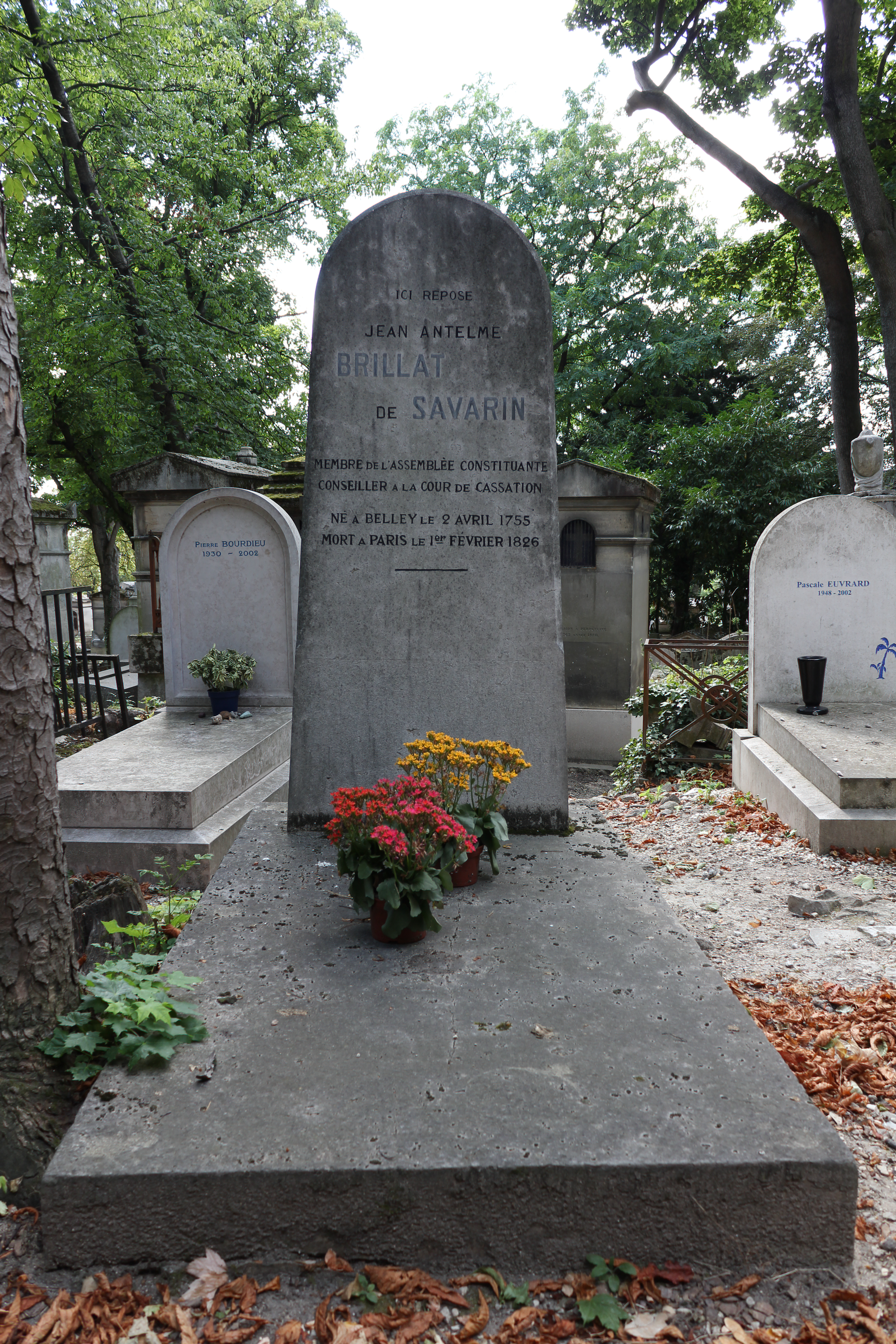
ブリア＝サヴァランの墓

死後、ペール・ラシェーズ墓地に埋葬された。

## Physiologie du goût

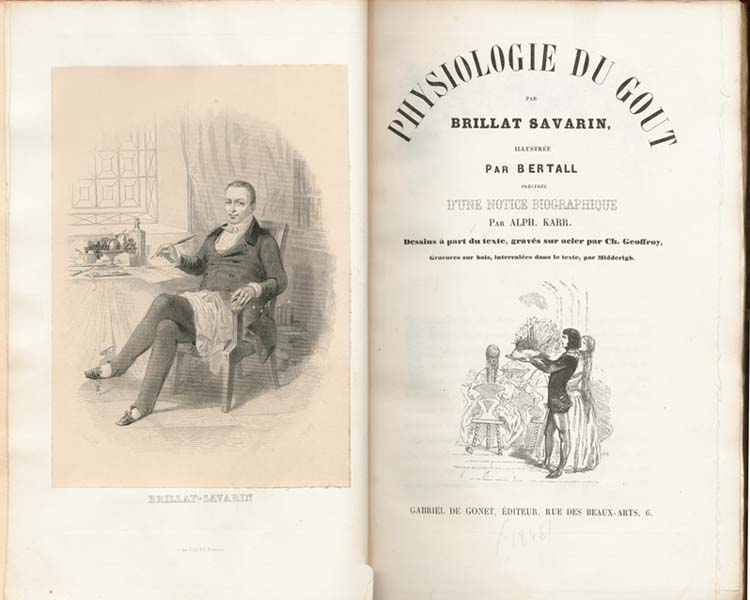
1848年発行の『美味礼賛』の挿絵

『美味礼讃』は、1825年、彼が死ぬ2ヶ月前に出版された。この本が世に出て以来、絶版になったことは無かった。フランス語による原文の題名は『Physiologie du Goût, ou Méditations de Gastronomie Transcendante; ouvrage théorique, historique et à l'ordre du jour, dédié aux Gastronomes parisiens, par un Professeur, membre de plusieurs sociétés littéraires et savantes』であり、直訳するなら『味覚の生理学、或いは、超越的美食学をめぐる瞑想録、文科学の会員である一教授がパリの食通たちに捧げし理論的、歴史的、時事的な書物』となる。

### 炭水化物制限食
ブリア＝サヴァランは「炭水化物を制限する食事法の父」と見られている。彼は「小麦粉、穀物、砂糖が肥満の原因である」と確信しており、『美味礼賛』の中で、タンパク質が豊富なものを食べるよう勧めており、デンプン、穀物、小麦粉、砂糖を避けるよう力説した。
「思ったとおり、肉食動物は決して太ることはない（オオカミ、ジャッカル、猛禽類、カラス）。草食動物においては、動けなくなる年齢になるまで脂肪が増えることは無い。だが、ジャガイモ、穀物、小麦粉を食べ始めた途端、瞬く間に肥え太っていく。・・・肥満をもたらす重要な原因の2つ目は、ヒトが日々の主要な食べ物として消費している小麦粉や、デンプン質が豊富なものだ。前述のとおり、デンプン質が豊富なものを常食している動物の身体には、いずれも例外なく、強制的に脂肪が蓄積していく。ヒトもまた、この普遍的な法則から逃れられはしない」

## 著書
- 『美味礼讃』 関根秀雄訳・戸部松実（娘）訳、岩波文庫（上下）、ワイド版（2005年）も刊
  - 他に関根訳『美味礼賛』白水社（新装版1996年・2003年）がある。
- 玉村豊男編訳・解説『ブリア＝ サヴァラン 美味礼讃』（新潮社、2017年／中公文庫（上下）、2021年）- 大幅な編訳書
- ロラン・バルト 『<味覚の生理学>を読む』（松島征訳、みすず書房　1985年）- 解説と抜粋訳。
- 辻静雄 『ブリア＝サヴァラン 美味礼讃を読む』（岩波書店〈岩波セミナーブックス〉、1989年）
  - 『辻静雄著作集』（新潮社、1995年）に収録。新版・講談社学術文庫（2022年）
- 川端晶子 『いま蘇るブリア＝サヴァランの美味学』（東信堂、2009年）

## 引用
『美味礼賛』より
- 「ヒトを肥満にさせるのは、日々の食事を構成するデンプン質と小麦粉であり、これに砂糖も組み合わせれば確実に肥満をもたらす」[6]

- 「ヒトにおいても、動物においても、脂肪の蓄積はデンプン質と穀物によってのみ起こる、ということは証明済みである」[6]

- 「デンプン質・小麦粉由来のすべての物を厳しく節制すれば、肥満を防げるだろう」[6]

同書のアフォリズムから
- 「宇宙は、生命によってのみ、無ではなく、生きるものは全て食べて自らを養う」
- 「諸々の動物は、むさぼり食らい、人間は食べ、ただエスプリをもった人だけが、食べる術を心得ている」
- 「諸国民の運命は、それらの諸国民がどのように して食べているのかというその在り方次第である」
- 「君が何を食べているのかを私に言ってくれたまえ。そうすれば、私は、君がどのような人であるのかを、君に言ってあげよう」
- 「創造主は、人間に、生きるために食べることを余儀なくさせるのであるが、彼は、食欲によって、 人間にそのことを行うように促し、快楽によって、人間にそのことの褒美を与えるのである」
- 「グルマンディーズは、私たちの判断力の一つの現実態である。その判断力によって、私たちは、味覚にとって心地よいものの方を、その性質をもっていないものよりも、好んで選ぶのである」
- 「食卓の快楽は、全ての年齢、全ての身分、全ての国、全ての日のものである。その快楽は、他の全ての快楽と共にあることが可能であり、そして、他の全ての快楽が無くなってしまった後でも、最後まで存在し続けて、その、他の全ての快楽が無くなってしまったことを慰めてくれるのである。」
- 「食卓は、初めの一時間の間、人が決して退屈しない唯一の場所である」
- 「新しい一皿の料理の発見は、人類の幸福にとって、一つの星の発見よりも、より有効なものである」

## 資料
- La Physiologie du goût Original French text of the 1848 illustrated edition  of The Physiology of Taste; a freely licensed copy hosted on the Bibliothèque nationale de France's digital library, Gallica.

- The Physiology of Taste In an English translation by Fayette Robinson,  available under a free licence from the University of Adelaide Library.

- Works by Jean Anthelme Brillat-Savarin at Bibliothèque nationale de France

- ジャン・アンテルム・ブリア＝サヴァランの作品 （インターフェイスは英語）- プロジェクト・グーテンベルク

- ジャン・アンテルム・ブリア＝サヴァランの著作 - LibriVox（パブリックドメインオーディオブック）

- ジャン・アンテルム・ブリア＝サヴァランに関連する著作物 - インターネットアーカイブ